# Olympische Winterspiele 1980/Teilnehmer (China)
| Gelbes Symbol für Goldmedaillen mit stilisierten Olympischen Ringen | Graues Symbol für Silbermedaillen mit stilisierten Olympischen Ringen | Braundes Symbol für Bronzemedaillen mit stilisierten Olympischen Ringen |
| ------------------------------------------------------------------- | --------------------------------------------------------------------- | ----------------------------------------------------------------------- |
| —                                                                   | —                                                                     | —                                                                       |

Die Volksrepublik China nahm an den Olympischen Winterspielen 1980 in Lake Placid mit einer Delegation von 24 Athleten (13 Herren, 11 Damen) teil; damit startete das Land erstmals bei den Winterspielen. Der Eisschnellläufer Zhao Weichang wurde als Fahnenträger für die Eröffnungsfeier ausgewählt.

## Teilnehmer nach Sportarten

### Biathlon
Herren:
- Han Jinsuo
10 km: 46. Platz
- Li Xiaoming
10 km: DSQ
4 × 7,5 km: 14. Platz
- Song Yongjun
10 km: 41. Platz
4 × 7,5 km: 14. Platz
- Wang Yumjie
20 km: 46. Platz
4 × 7,5 km: 14. Platz
- Ying Zhenshan
20 km: 44. Platz
4 × 7,5 km: 14. Platz

### Eiskunstlauf
| Damen: - Bao Zhenghua 22. Platz | Herren: - Xu Zhaoxiao 16. Platz |

### Eisschnelllauf
| Damen: - Cao Guifeng 500 m: 21. Platz 1000 m: 27. Platz - Chen Shuhua 1500 m: 29. Platz - Kong Meiyu 1500 m: 27. Platz 3000 m: 27. Platz - Piao Meiji 3000 m: 28. Platz - Shen Guoqin 500 m: 27. Platz 1500 m: 30. Platz - Shen Zhenshu 1000 m: 32. Platz - Wang Limei 500 m: 29. Platz - Zhang Li 1000 m: 31. Platz | Herren: - Guo Chengjiang 1500 m: 29. Platz - Li Huchun 1000 m: 32. Platz 1500 m: 30. Platz - Su He 500 m: 33. Platz - Wang Nianchun 500 m: 23. Platz 1000 m: 36. Platz - Zhao Weichang 500 m: 31. Platz 1000 m: 24. Platz 1500 m: 25. Platz |

### Ski Alpin
| Damen: - Wang Guizhen Riesenslalom: 35. Platz Slalom: 18. Platz | Herren: - Piao Dongyi Riesenslalom: 50. Platz Slalom: 34. Platz |

### Ski Nordisch

#### Langlauf
| Damen: - Ren Guiping 5 km: 38. Platz 10 km: 38. Platz | Herren: - Lin Guanghao 15 km: 50. Platz |